# Video 2000

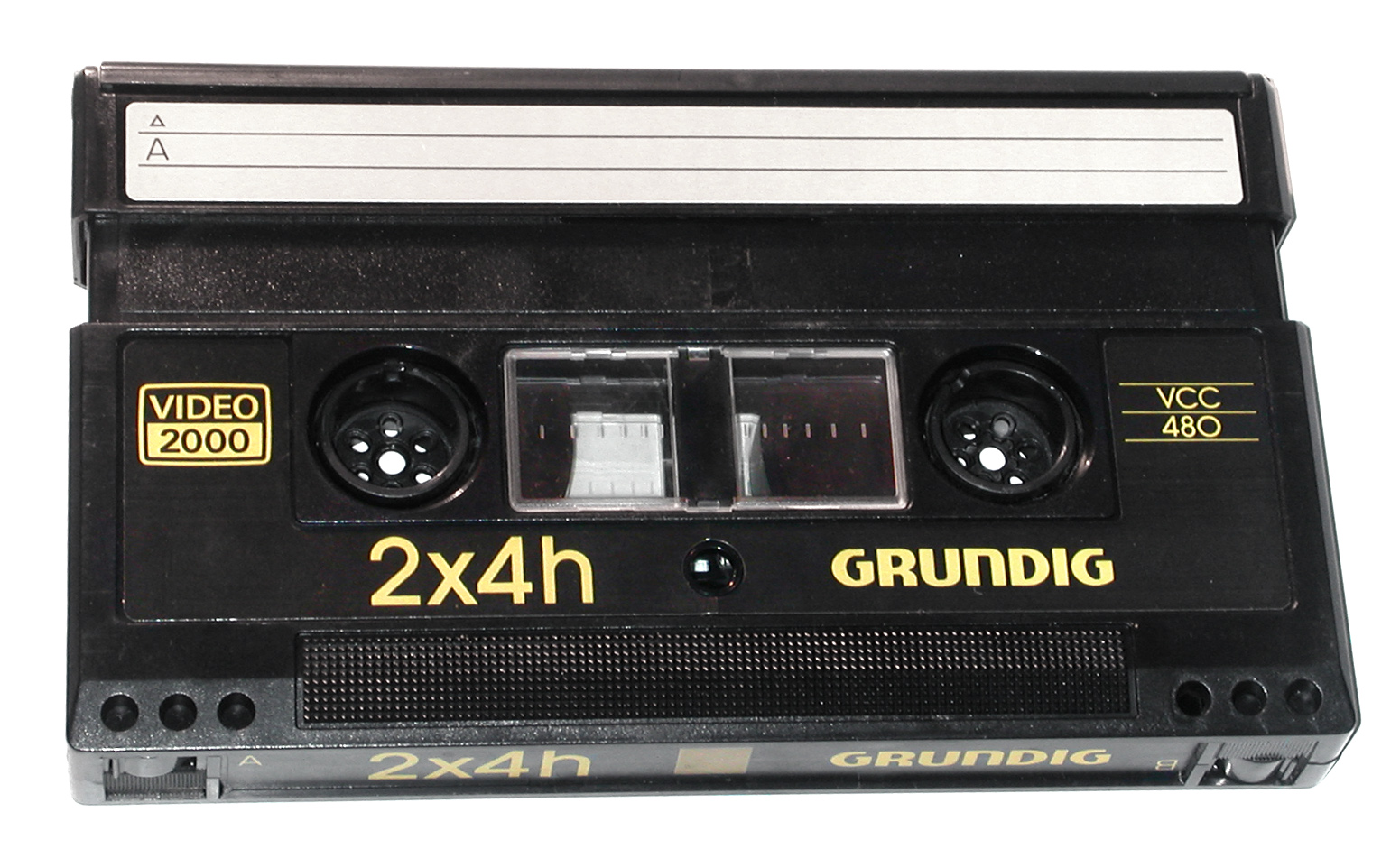
Grundig VCC-480

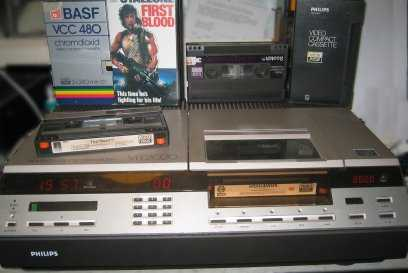
Philips VR2020

Video 2000 (ook bekend als Video Compact Cassette of VCC) was een standaard voor videorecorders die werd ontwikkeld door Philips en Grundig, als een met VHS en Betamax concurrerende standaard. De videorecorders werden geproduceerd door de Philipsfabriek in Oostenrijk (Wenen) en de Grundig fabriek in Duitsland (Fürth), maar waren op zichzelf staande modellen die alleen het Video 2000 systeem gemeen hadden. De recorders werden geleverd onder de merknamen: Philips, Magnavox, Grundig, Aristona, Erres, Siemens, ITT, Universum (van postorderbedrijf Otto), Pye en Bang & Olufsen.
De Video 2000-cassette is groter dan de VHS en Betamax cassette. Bijzonder is de mogelijkheid om vier uur op elke zijde van de omkeerbare cassette op te nemen. De standaard Video 2000 banden werden behalve onder de eigen Philips merknaam ook verkocht door PDM, BASF, Grundig, Scotch en Maxell. Het geavanceerde afspeelsysteem, dynamic track following (DTF) maakt het bovendien mogelijk om, ook als de opname wordt gepauzeerd of versneld afgespeeld, een beeld zonder stoorstrepen te zien. In oktober 1984 bracht Philips het topmodel VR2840 op de markt. Deze videorecorder had een longplay functie waarmee 2×8 uur video in lineair-stereo kon worden opgenomen of audio in lineair-stereo. Dit model bleef leverbaar tot einde productie in 1988. Er was destijds ook een speciale Philips 2×8 uursversie van de Video Compact Cassette leverbaar. Reeds begin jaren tachtig waren er ook al plannen om een autoreversesysteem toe te passen. Er zijn modellen van Grundig waar het autoreversesymbool in het fluorescentie display aanwezig is, echter zonder functie. Ook rijst de vraag hoe dit vanwege de complexheid van het mechanisme ooit gerealiseerd moest worden.
In 1986 demonstreerde Grundig op de Firato in Amsterdam ook nog een hifi-stereo model, dat echter nooit in productie genomen is.
Philips' voorganger van het Video 2000-systeem was het VCR-systeem, geïntroduceerd in 1972. De eerste Video 2000-recorder werd in 1979 verkocht en Philips bouwde de productie en verkoop van de VCR-modellen af. Video 2000 nam de plek van VCR in, de laatste Video 2000-recorders werden geproduceerd in 1988.

## Voor- en nadelen

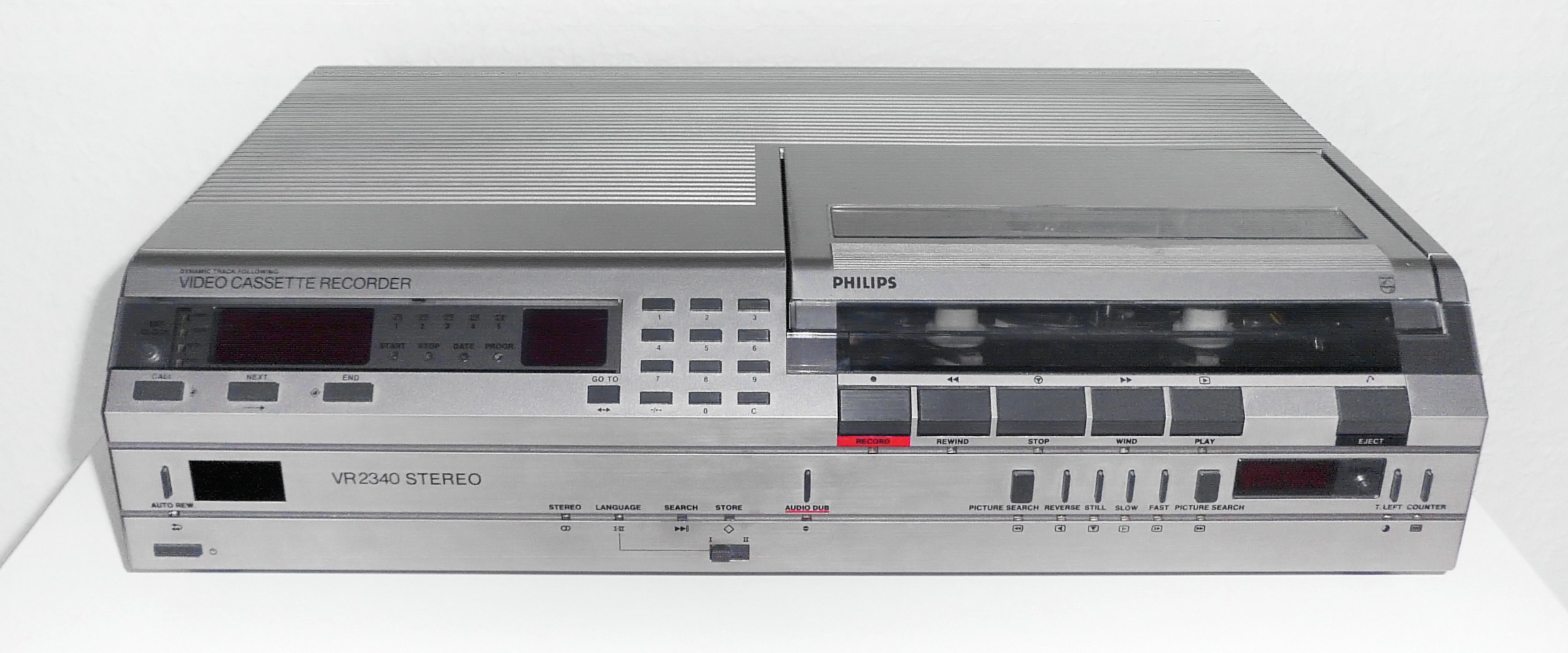
Philips VR 2340

Het Video 2000-systeem was vanaf 1979 het paradepaardje van Philips en Grundig. Het systeem werd als technisch superieur gepromoot ten opzichte van zowel Betamax als VHS. De beeldkwaliteit van eerdere recorders bleef weliswaar iets achter ten opzichte van de latere recorders, beide andere systemen die zich langer hebben ontwikkeld. Voor de eerdere Betamax- en VHS-recorders gold dit niet, ondanks dat Video 2000 slechts de helft van de band gebruikte. De spoelsnelheid lag aanzienlijk hoger dan die van VHS of Betamax waardoor veel kortere wachttijden bij het zoeken ontstonden. Bij Video 2000 waren de videocassettebanden vaak aan het begin beschadigd, doordat daar een metalen strook zat die ervoor zorgde dat de band stopte bij het spoelen. Bij latere modellen werd de spoelsnelheid verlaagd bij het bereiken van het begin of eind van de band, wat voor minder beschadigingen zorgde. Het DTF-systeem was gebaseerd op beweegbare (piëzo-elektrische) koppen met als voordeel dat er tussen Video 2000-recorders onderling altijd volledige compatibiliteit was, behalve wanneer de opnamen in longplay waren opgenomen. Betamax en VHS hadden handmatige en later elektronische spooraftasting (tracking) nodig voor het uitwisselen van banden die op een andere recorder waren opgenomen. 
Het apparaat was door de grote hoeveelheid elektronica erg moeilijk te repareren indien men hiervoor niet door Philips opgeleid was. De computerelektronica was voor die tijd erg geavanceerd, maar daardoor ook erg ingewikkeld, en ook kwetsbaar. Dit leidde vaak tot problemen. Deze Video 2000-recorders werden dan ook "postduiven" genoemd, omdat ze steeds weer bij de serviceafdeling terugkwamen. Recorders van de tweede generatie waren iets betrouwbaarder.
Ook de mogelijkheden die DTF bood werden niet direct bij de introductie uitgebuit. Pas de tweede generatie recorders brachten de mogelijkheid voor "perfect" stilstaand beeld. Inmiddels waren de concurrerende systemen voorzien van verscheidene koppen, en boden deze ook de mogelijkheid van fraaie trucjes zoals stilstaand beeld en vertraagd of versneld voor- en achteruit afspelen, zij het met stoorstrepen.

## Einde
Doordat Philips het patent niet vrijgaf, zoals bij de geluidscassette, en JVC dit wel deed voor het VHS-systeem, kreeg het systeem geen navolging. Ook kwam Philips relatief laat met Video 2000 op de markt (1979) in vergelijking tot Sony Betamax (1975) en het VHS-systeem van JVC (1976). Men had in Eindhoven te lang vastgehouden aan het VCR-systeem.
DTF maakte het systeem duur en dat was mogelijk een oorzaak van de teloorgang. Hoewel de laatste generatie recorders technisch goed was, daalden de verkoopcijfers en in 1988 viel het doek voor Video 2000. Philips produceerde inmiddels sinds 1984 VHS-recorders.
Een andere veronderstelde reden voor het niet van de grond komen van Video 2000, die vaak door technici van Philips genoemd wordt, was het gebrek aan leverbare porno in dit formaat. Verondersteld wordt dat Philips, die destijds ook de merken Polygram en Polydor voerde, zijn naam op videogebied niet vuil wilde maken aan het medium porno, in tegenstelling tot het goedkopere en eenvoudigere VHS-systeem, waarvoor wel voldoende pornofilms geleverd werden. Dit is echter niet geheel waar: De porno-producenten wilden een zo groot mogelijke afnemer-basis. Toentertijd was VHS populairder dan de andere systemen en gaf dus een grotere markt.
Nog een reden voor de ondergang van het Video 2000-systeem: buiten de Benelux, (waar in deze landen de afzet eerder kwam door de sterke marktpositie van Philips dan door het systeem op zich) is het nooit van de grond gekomen. Het werd alleen in Europa en Argentinië op de markt gebracht, met onvoldoende succes om te kunnen hopen om het systeem wereldwijd met succes uit te brengen. Van belang was ook de snelle opmars van videotheken; het huren en thuis bekijken van films die net in de bioscoop hadden gedraaid werd een groot succes en voor velen de voornaamste reden om tot de aanschaf van een videorecorder over te gaan. Echter met name buiten Nederland waren Video 2000-banden vrijwel afwezig in die videotheken. Het was inmiddels te laat om zich nog aan grote markten als de Verenigde Staten, Canada en Japan te wagen, waar de concurrerende systemen hun positie met name ook in videotheken al verworven hadden.